# Mary Bickerdyke
Mary Ann Bickerdyke (19 juillet 1817 - 8 novembre 1901) est une infirmière américaine qui a administré un hôpital militaire pour les soldats unionistes durant la guerre de Sécession.

## Postérité
Le cratère vénusien Bickerdyke a été nommé en son honneur .